# Innovx
Innovx est une entreprise marocaine fondée en 2022 par l’Université Mohammed VI Polytechnique (UM6P). Elle agit comme business builder et investisseur dans plusieurs secteurs stratégiques, notamment l’agriculture, l’eau, l’énergie et la chimie.
L’entreprise développe et accompagne des projets industriels, technologiques et des écosystèmes innovants au Maroc, en Afrique et à l’international, avec un objectif affiché de durabilité et d’Impact environnemental et social.

## Histoire
Innovx a été fondée à Ben Guerir en 2022, au sein de l’écosystème de l’UM6P. Dès sa création, elle s’est orientée vers le développement des business innovants et durables au Maroc et en Afrique subsaharienne,.
En 2023, Innovx crée la filiale Fluoralpha, spécialisée dans la production de composés fluorés à partir du fluor issu des roches phosphatées du Maroc. L’entreprise utilise des procédés permettant de convertir l’acide fluorosilicique (FSA), généré lors de la concentration de l’acide phosphorique, en matériaux tels que l’acide fluorhydrique anhydre (AHF) et le spath fluor synthétique (CaF₂). Ces produits sont utilisés dans divers secteurs, notamment les batteries électriques, la production d’aluminium, la fabrication de produits chimiques et les semi-conducteurs.
En 2024, l’entreprise annonce le lancement d’une entité consacrée à la production d’hydrogène et d’ammoniac à faible empreinte carbone, dans un contexte de transition énergétique nationale. La même année, Innovx lance une nouvelle structure dans l’agriculture de conservation Tourba. Celle-ci met en œuvre des modèles agronomiques et des solutions numériques destinés à favoriser l’adoption de pratiques agricoles durables, à améliorer la fertilité des sols, à séquestrer du carbone sous forme de matière organique et à développer des systèmes de production adaptés aux zones semi-arides. Le programme a débuté sous forme pilote en 2022, avant son lancement officiel en 2024, et a depuis mobilisé plus de 400 agriculteurs au Maroc, couvrant environ 200 000 hectares lors de l’opération pilote 2023-2024. L’objectif affiché est d’étendre les activités à 6 millions d’hectares en Afrique et en Amérique du Sud d’ici 2030, avec une séquestration estimée à 7 millions de tonnes de CO₂ grâce à des pratiques agricoles durables et à des projets de reforestation.
En 2025, Innovx met en place une structure dédiée à l’intégration technologique industrielle et crée ParkX, une filiale spécialisée dans l’aménagement, le développement et la gestion de parcs industriels. ParkX propose des terrains industriels avec infrastructures intégrées, conçues pour répondre aux besoins d’industries innovantes et durables. Ses objectifs incluent le renforcement de la compétitivité, le soutien à l’innovation, la décarbonation des activités industrielles et la promotion de synergies entre les entreprises implantées sur ses sites.
À ce jour, Innovx a lancé plus de trente projets dans les secteurs stratégiques dans lesquels elle est active.